# Иван Тенев (политик)
Вижте пояснителната страница за други личности с името Иван Тенев.
Иван Тенев Колев с псевдоним Абисинеца е български политик от БКП, интербригадист, майор от френската съпротива. Брат на партизанина Кольо Тенев (Равашолата).

## Биография
Роден е 12 април 1913 г. в ямболското село Пъндъклий (днешно Тенево). От 1934 г. е член на БКП. Преследван за комунистическа дейност и осъден на 12 години затвор задочно. Участва в Испанската гражданска война. След нея е вкаран в концлагер във Франция. По време на Втората световна война участва във Френската съпротива. След 9 септември 1944 г. се завръща в България. От 1956 до 1966 г. е първи секретар на Окръжния комитет на БКП в Ямбол. От 1966 г. е избран за секретар на Националния съвет на ОФ. През 1972 г. става председател на Комитета по трезвеността. От 1954 до 1958 г. е кандидат-член на ЦК на БКП, а от 1958 до смъртта си през 1976 г. е член на ЦК на БКП. Бил е народен представител. Умира на 1 януари 1976 г. Погребан е в родното си село. След смъртта му в негова чест са кръстени Завода за хидравлични елементи, строящото се тогава училище в квартал „Хале“ (днес Основно училище ”Любен Каравелов”) и крайречния булевард. С указ № 923 от 16 декември 1966 г. е обявен за Герой на социалистическия труд.